# إميليانو روميرو (لاعب كرة قدم مواليد 1992)
إميليانو روميرو (بالإسبانية: Emiliano Romero) (30 سبتمبر 1992 بمونتفيدو في الأوروغواي - ) هو لاعب كرة قدم أوروغواني في مركز الوسط. لعب مع أتليتيكو رافائيلا وجوفينتود.

## روابط خارجية
- إميليانو روميرو على موقع قاعدة بيانات كرة القدم.إي يو (الإنجليزية)
- إميليانو روميرو على موقع Soccerway.com (الإنجليزية)